# Digne-les-Bains

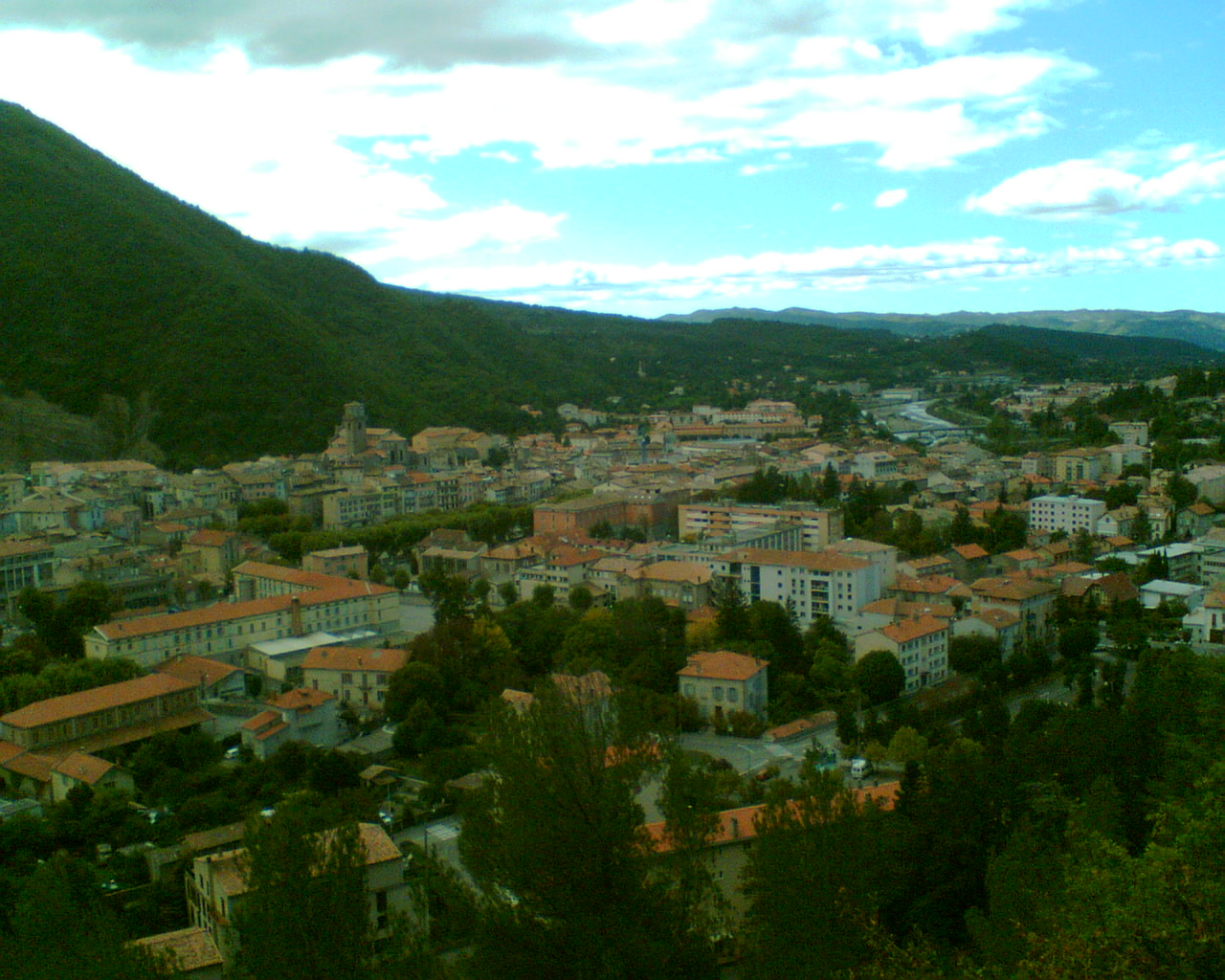
Vy från Digne-les-Bains

Digne-les-Bains är en stad och kommun i södra Frankrike. Huvudort i departementet Alpes-de-Haute-Provence. Staden kallas ofta bara Digne. Kommunen hade 17 455 invånare 2007.

## Befolkningsutveckling
Antalet invånare i kommunen Digne-les-Bains
| Referens: INSEE |

## Vänort
- Bad Mergentheim, Tyskland
- Borgomanero, Italien

## Kända personer
Kenny Schrub, professionell Counter-Strike: Global Offensive-spelare